# Contournement d'Annecy
Ne doit pas être confondu avec Rocade d'Annecy.

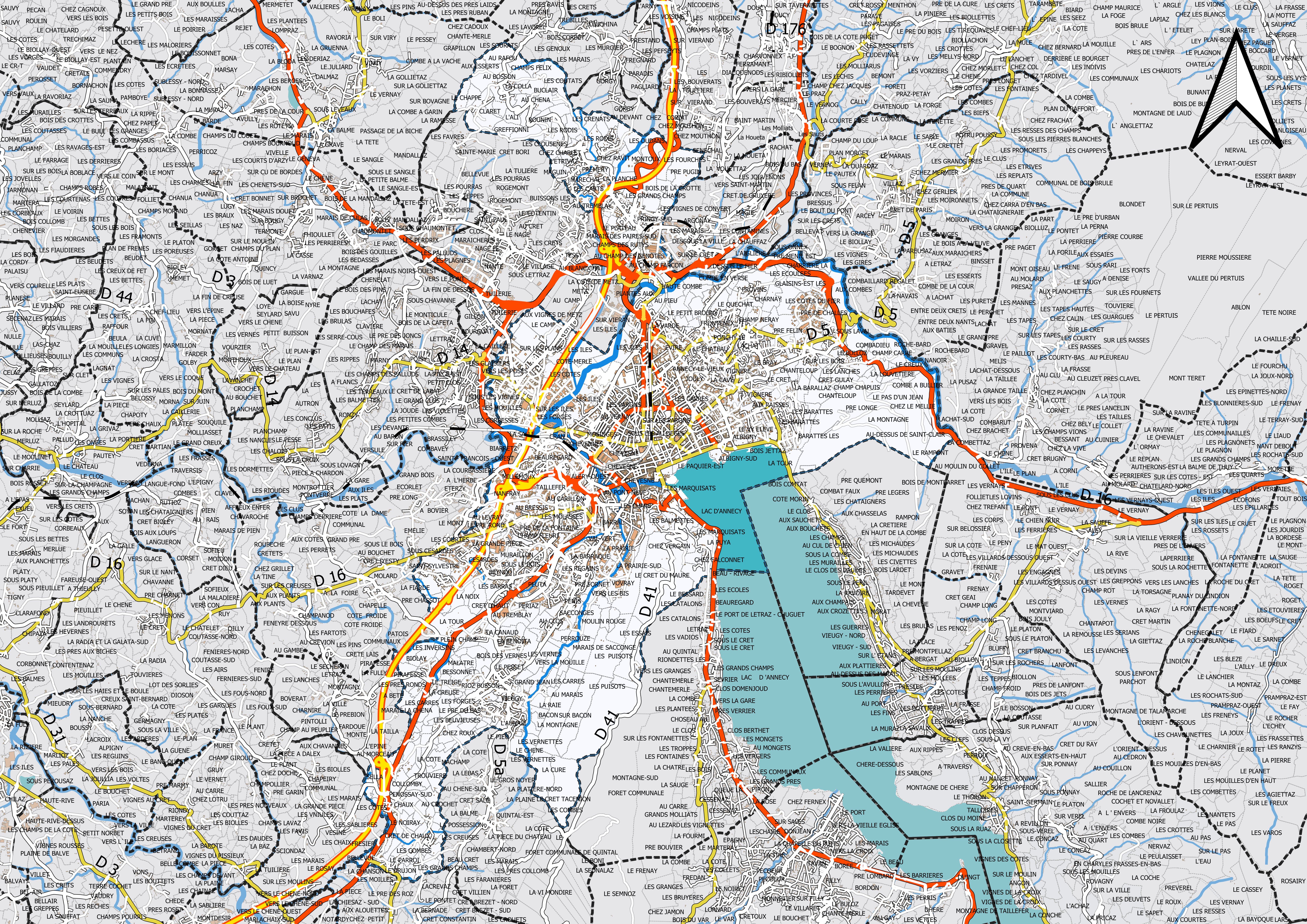
Plan cadastral d'Annecy avec le réseau routier et notamment le contournement d'Annecy depuis le sud-ouest vers l'est via l'ouest, le nord-ouest et le nord.

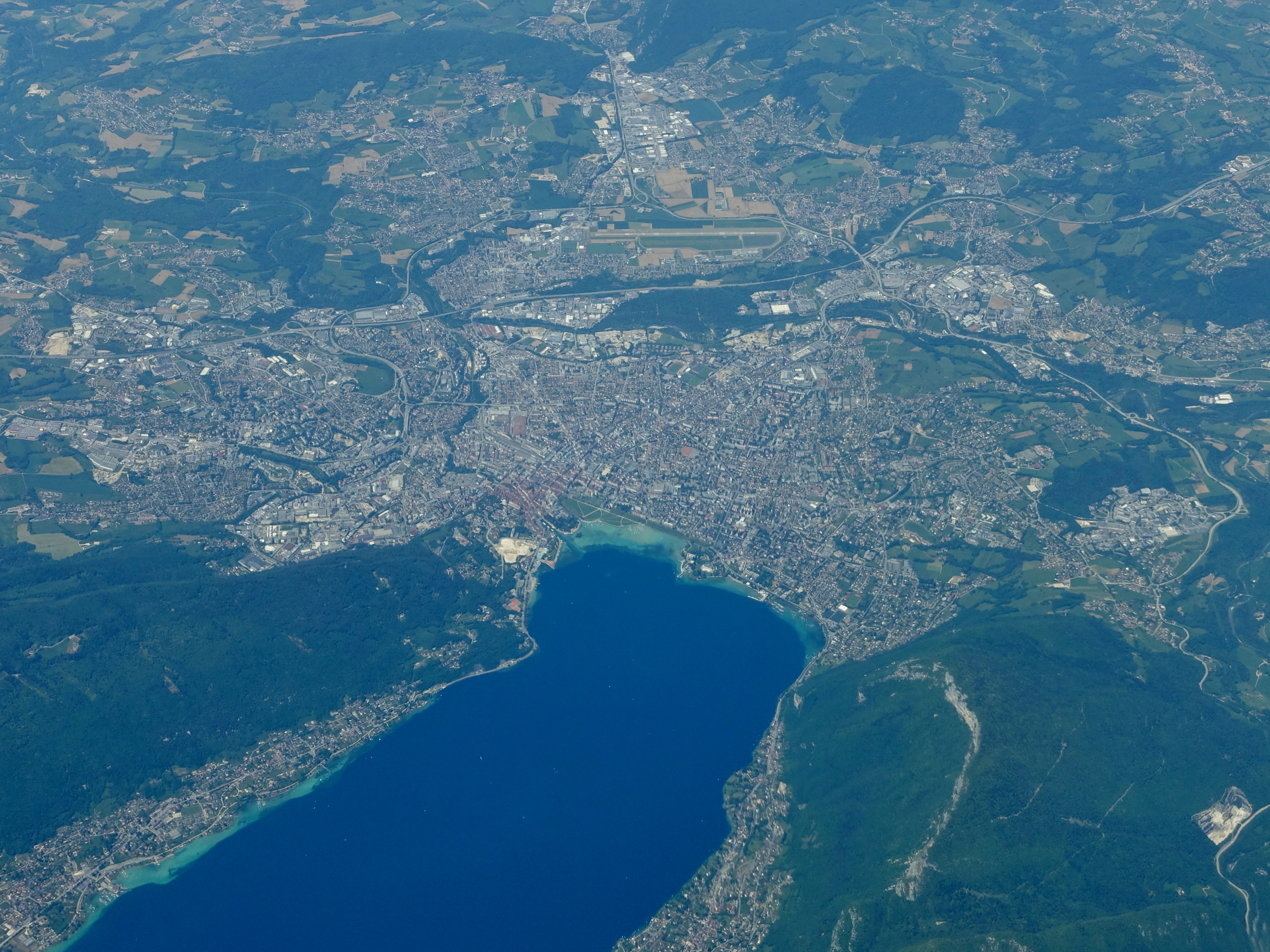
Vue aérienne d'Annecy au bord de son lac : le contournement est notamment visible à gauche du centre-ville (Voie Verte et voie rapide de Poisy), derrière l'aéroport (Voie de Metz) et à droite (Voie des Aravis).

Le contournement d'Annecy est un ensemble de voies express d'une longueur totale de quinze kilomètres contournant la ville d'Annecy et son agglomération par le nord-ouest de Seynod au sud-ouest à Annecy-le-Vieux au nord-est, en connectant différents axes routiers d'importance locale convergeant vers la ville : routes départementales 5, 14, 16, 909, 1201, 1203, 1508 et l'autoroute A41. Différents barreaux de raccordement permettent de desservir différents secteurs de l'agglomération.

## Tracé
Le contournement d'Annecy traverse plusieurs communes : Annecy, Cran-Gevrier, Poisy, Épagny, Metz-Tessy, Pringy, Argonay et Annecy-le-Vieux.
Son parcours utilise trois tronçons différents, tous issus de routes nationales déclassées, portant le numéro D3508, sauf après Pringy où elle rejoint la D1203 (déclassement de la N203) puis la D916.
En lien avec l'axe principal du contournement existent différentes voies permettant de gagner certains secteurs de l'agglomération ou d'effectuer de petits contournement périphériques. C'est le cas du boulevard Ouest connectant le contournement à la rocade, le contournement de Poisy, le boulevard desservant la zone commerciale du Grand Épagny, la voie express menant aux avenues de Brogny et de Genève, le contournement de Pringy ou encore la voie permettant d'éviter le lieu-dit Brunier aux Glaisins.
Le contournement est connecté à l'autoroute A41 via des échangeurs au niveau des sorties Annecy-Centre et Annecy-Nord, ce qui permet d'utiliser ce tronçon autoroutier comme alternative aux voies de Poisy et de Metz. Au-delà, les sorties Seynod-Sud et Cruseilles permettent de traverser l'intégralité du Grand Annecy.

### Au centre ouest: «Boulevard Ouest»
Appelée le boulevard ouest, elle relie le contournement à la rocade d'Annecy entre l'échangeur avec la départementale 3508 et l'échangeur avec l'avenue du Rhône, le boulevard de la Rocade, la route de Chevennes et la rue des Usines. Caractéristiques techniques : 2x3 voies pendant près d'un kilomètre. Actuellement, c'est la route la plus chargée de toute l'agglomération et même de l'ensemble du département (environ 50 000 véhicules par jour)[réf. nécessaire].

### À l'ouest: «Voie Rapide de Poisy» et «Voie Verte»
D'une longueur totale de 5 kilomètres, le contournement ouest relie la D1201 (direction Chambéry) au niveau de Seynod à la sortie de l'aéroport d'Annecy en passant par la bifurcation sur la D1508 (direction Bourg-en-Bresse). Elle possède un accès direct à l'A41 (échangeur Annecy-Centre). La route est à 2x2 voies entre le débouché du boulevard Ouest et l'échangeur A41 Annecy-Centre (2 km) puis à 1x2 voies pendant 3 km.
Elle est surnommée Voie Verte entre Seynod et le Viaduc de Brassilly et Voie rapide de Poisy jusqu'à l'échangeur de la N508. 
 En prévision de la candidature d'Annecy aux JO de 2018, il avait été convenu d'élargir le contournement ouest à 2x2 voies sur l'ensemble du parcours.

### Au nord: «Voie de Metz», «Voie des Aravis»
D'une longueur totale de 7,5 kilomètres, le contournement nord relie l'aéroport d'Annecy à la route de Thônes en passant par les bifurcations de la D1201 (direction Genève) et de la D1203 (direction Annemasse). Elle possède un accès direct à l'A41 (échangeur Annecy-Nord).
 Caractéristiques techniques : 2x2 voies pendant 5 km, 1x2 voies pendant 2,5 km. 
Elle est surnommée voie de Metz au niveau de l'aéroport puis avenue Marcel Dassault entre le Pont-de-Brogny et le rond-point de la ZA de l'Aiglière ou prend naissance la D916 en direction de Thônes, nommée voie des Aravis entre Pringy et le lieu-dit "Sur les Bois" à Annecy-le-Vieux.

### Au sud: «Tunnel sous le Semnoz»
Le contournement sud est encore en phase de projet. Elle devrait permettre à terme de relier le contournement Ouest et le Boulevard Ouest à Sevrier et ainsi de contourner l'agglomération par le sud. 
Elle sera composée de deux parties :
- La Voie urbaine Sud : route à 2 voies qui devrait traverser la zone industrielle de Vovray
- Le tunnel sous le Semnoz : tunnel bi-tube qui devrait être creusé sous le Semnoz et qui permettra d'arriver sur les rives du lac d'Annecy, sur la D1508 (direction Albertville), à hauteur de Sevrier. D'un coût estimé à environ un milliard d'euros, il était prévu dans le cadre de la candidature d'Annecy aux JO de 2018, avortée en 2009.

### L'A41
L'autoroute A41, reliant Grenoble à Genève en passant par Annecy, peut aussi servir de contournement pour l'agglomération. En effet, elle traverse la cité par l'est en passant sur Seynod, Cran-Gevrier, Meythet, Metz-Tessy et Pringy. Depuis décembre 2010, trois échangeurs sont répartis sur l'ensemble de la portion d'autoroute de 12 km entre Annecy-Nord et Seynod-Sud :
- Seynod-Sud : ouvert en décembre 2010, directement relié à la N201 (Annecy/Chambéry), il desservira la partie sud de l'agglomération : les hameaux de Chaux et Balmont, sur la commune de Seynod
- Annecy-Centre : directement relié au contournement ouest, il dessert le centre-ville d'Annecy, Cran-Gevrier et le centre-ville de Seynod
- Annecy-Nord : directement relié au contournement nord, il dessert l'aéroport d'Annecy Haute-Savoie - Mont-Blanc et le Centre hospitalier de la région d'Annecy ainsi que les communes d'Annecy-le-Vieux, Pringy, Meythet et Metz-Tessy. La sortie donne aussi accès à la voie des Aravis en direction d'Argonay et Thônes

## Sorties et échangeurs

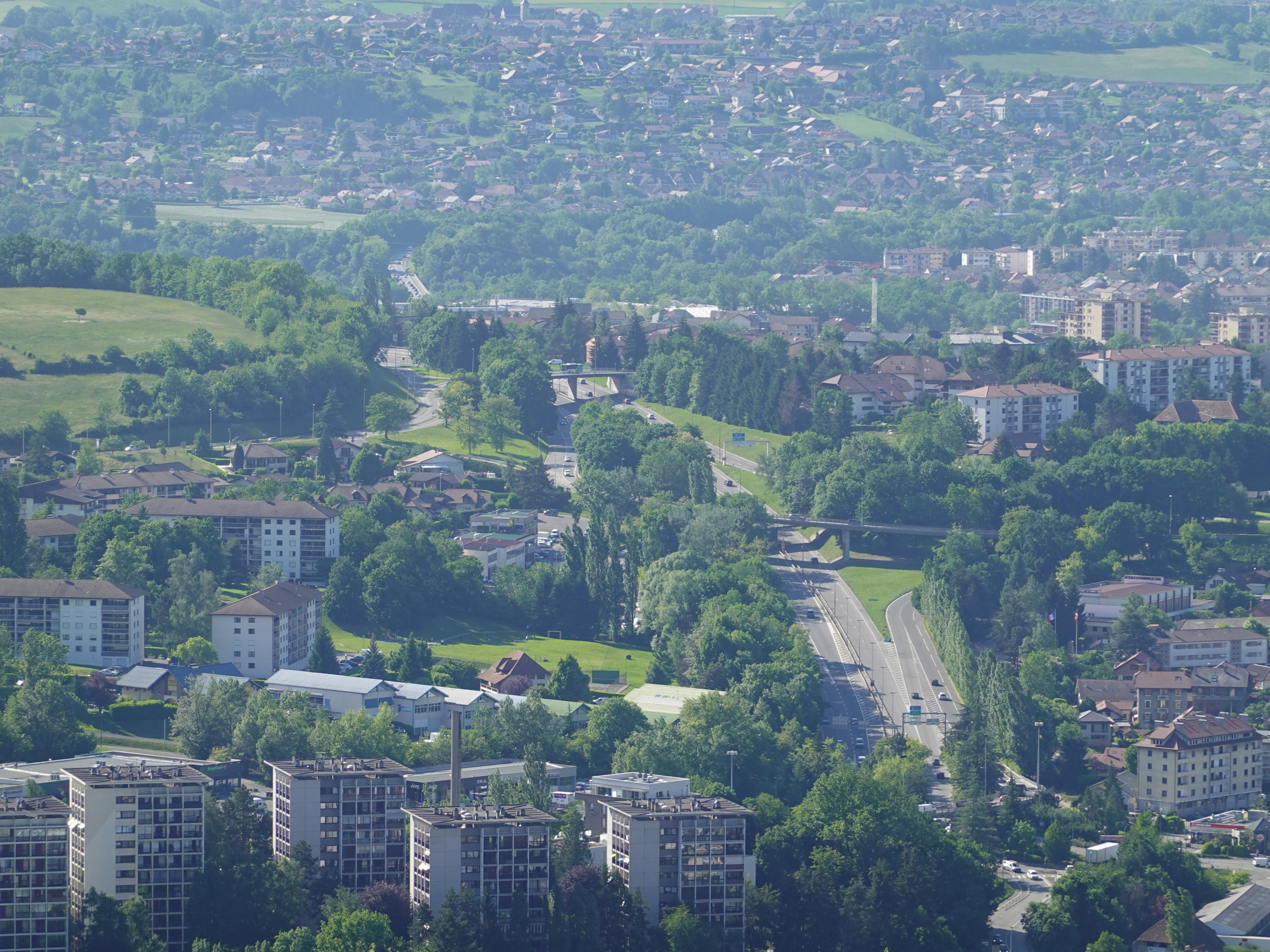
Vue depuis le Semnoz de la Voie Verte au niveau des échangeurs avec l'avenue du Pont Neuf et la rue de la Croisée (en bas à droite) et avec le boulevard Ouest (au centre).

### Boulevard Ouest (D1501)
- Rond-Point des Quatre-Chemins : Cran-Gevrier Chorus, Lycée Berthollet, Gare SNCF
- 1 : Annecy-Centre, Gare SNCF, Le Lac, Cran-Gevrier Chorus (échangeur complet)
- Échangeur entre Boulevard Ouest et Avenue du Rhône : Le Lac, Albertville (échangeur complet)

### Contournement Ouest
- Rond-Point de la Croisée : Albertville, ZI de Vovray, Seynod-ZC des Trois Fontaines, Cran-Gevrier Pont-Neuf
- Échangeur entre Contournement Ouest et Boulevard Ouest (échangeur complet)
- 2 : Cran-Gevrier Centre, 27e Bataillon de Chasseurs Alpins (demi échangeur en provenance de Chambéry)
- 3 : A41 (vers Lyon, Grenoble et Chambéry) (échangeur complet)
- 4 : Cran-Gevrier Renoir, Gevrier, PAE des Romains, Parc Altaïs (demi-échangeur en provenance de Chambéry)
- 4 : Cran-Gevrier Renoir, Le Vallon, Centre de tri postal (demi-échangeur en provenance de Bellegarde)
- 5 : Meythet-Centre, Poisy (échangeur complet)
- Échangeur entre Contournement ouest (Voie Rapide de Poisy) et D1508 : Bourg-en-Bresse, Bellegarde-sur-Valserine, C.Cial Le Grand Épagny (échangeur complet)
- 7 : Metz-Tessy, Épagny -Village, Aéroport d'Annecy Haute-Savoie Mont-Blanc (échangeur complet)

### Contournement Nord
- 8 : Genève, Centre hospitalier de la région d'Annecy, Pringy-Centre, A41 (vers Genève, Annemasse et Chamonix-Mont-Blanc), PAE de la Bouvarde (échangeur complet)
- Échangeur entre Contournement nord (Voie de Metz) et D1201 : Annecy-Centre (demi-échangeur en provenance de Genève)
- 9 : Pringy-Centre, Centre Sernam, ZI de Pringy-Argonay (échangeur complet)
- 4 Annecy-Centre (demi-échangeur)
- Échangeur entre Contournement nord (Avenue Marcel Dassault) et RN203 : Argonay, La Roche-sur-Foron, Annemasse (échangeur complet)
- Rond-Point de l'Aiglière : Argonay, Lycée Louis Lachenal, ZA de l'Aiglière
- 6 :Annecy-le-Vieux / Villaz (échangeur complet)
- 7 :Domaine Universitaire, Parc d'activité économique des Glaisins (échangeur complet)
- Rond-Point de Sur-les-Bois : Thônes, Annecy-le-Vieux, Parc des Glaisins, Domaine Universitaire, Nâves-Parmelan